# MOGAD
La MOGAD (MOG antibody disease, "malattia legata agli anticorpi anti-MOG") o MOG-EM ("encefalomielite associata agli anticorpi MOG") è una malattia infiammatoria demielinizzante del sistema nervoso centrale. Anticorpi sierici anti-glicoproteina mielinica oligodendrocitaria sono presenti fino alla metà dei pazienti con sindrome demielinizzante acquisita, e sono stati descritti in relazione a una gamma di manifestazioni fenotipiche, tra cui encefalomielite acuta disseminata, neurite ottica, mielite trasversa e neuromielite ottica.

## Sintomatologia
La presentazione clinica è variabile e dipende in larga misura dalla manifestazione clinica nel suo complesso.
La presenza di autoanticorpi anti-MOG è stata documentata in associazione alle seguenti condizioni:
- neuromielite ottica sieronegativa;[5][6]
- encefalomielite acuta disseminata (EAD o ADEM), specialmente in casi ricorrenti e fulminanti;[7]
- sclerosi multipla;[4][8][9][10]
- neurite ottica,[11][4][12] compresi casi di neuropatia ottica infiammatoria cronica recidivante (CRION);[13]
- mielite trasversa;[4]
- meningite asettica e meningoencefalite (tipicamente post-infettive).[14]

I fenotipi di presentazione più comuni sono l'EAD nei bambini e la neurite ottica negli adulti. Alcuni di questi fenotipi sono stati studiati nel dettaglio:

### Neuromielite ottica sieronegativa
La presenza di anticorpi anti-MOG è stata documentata in alcuni pazienti con disturbo dello spettro della neuromielite ottica (NMOSD) che erano negativi per l'anticorpo anti-acquaporina 4 (AQP-4).
Tuttavia, la maggior parte dei casi di NMOSD è un'astrocitopatia, specificamente un disturbo associato all'anticorpo anti-AQP4, mentre la MOGAD è un'oligodendrocitopatia, il che suggerisce che si tratti di due patologie distinte. In rari casi sono stati documentati pazienti che presentano entrambi gli anticorpi (anti-AQP4 e anti-MOG). Questi pazienti hanno tipicamente lesioni cerebrali caratteristiche della sclerosi multipla, lesioni spinali multifocali e atrofia del nervo ottico. La coesistenza di entrambi gli anticorpi è tuttora materia di discussione.

### EAD
La presenza di anticorpi anti-MOG è più comune nei bambini affetti da EAD.

### Demielinizzazione tumefattiva
In rari casi sono stati documentati anticorpi anti-MOG associati alla sclerosi multipla tumefattiva.

## Eziologia
Il motivo della comparsa degli anticorpi anti-MOG rimane sconosciuto.
È stato proposto come potenziale meccanismo patofisiologico un processo autoimmune post-infettivo. Un'altra ipotesi di possibile eziologia è il mimetismo molecolare tra la glicoproteina mielinica oligodendrocitaria e alcuni virus.

## Istopatologia
Le lesioni demielinizzanti dell'encefalite associata alla MOGAD assomigliano a quelle osservate nella sclerosi multipla piuttosto che nella NMO. Esse ricordano la sclerosi multipla di "pattern 2", con i vasi sanguigni circondati da linfociti T e macrofagi, conservazione degli oligodendrociti e segni di attivazione del sistema del complemento.
Diversi studi effettuati nel 2020 hanno dimostrato che le lesioni da MOGAD differiscono da quelle osservate nella SM in molteplici aspetti, tra cui la loro distribuzione topografica nel SNC, il tipo di demielinizzazione e la natura della risposta infiammatoria:
- la demielinizzazione da MOGAD avviene per confluenza di piccole lesioni perivenose, e risulta generalmente in un pattern di demielinizzazione simile a quello osservato nell'EAD. È inoltre associata a deposizione del complemento nel sito di lesione attiva della mielina, ma il livello di attivazione del complemento è molto inferiore rispetto a quello osservato nei pazienti con NMO associata ad anticorpi anti-acquaporina 4.
- Mentre nella sclerosi multipla la reazione infiammatoria dominante è osservata attorno alle maggiori vene di drenaggio del tessuto periventricolare e delle meningi, nella MOGAD le vene principalmente coinvolte sono quelle più piccole e le venule.
- Da ultimo, nella MOGAD i linfociti di infiltrazione sono primariamente linfociti T helper, con basse percentuali di linfociti T citotossici e di linfociti B; nella SM, invece, i linfociti dominanti sono linfociti T citotossici e linfociti B/plasmacellule.

## Diagnosi
La MOG-IgG viene rilevata per mezzo di test basati su linee cellulari immortalizzate (cell-based assays o CBA). La metodologia standard per testare la presenza di anticorpi anti-MOG sono i CBA che fanno uso di cellule viventi trasfette con MOG umane complete e che si avvalgono di anticorpi di rilevazione Fc-specifici. Il siero è il campione privilegiato; l'analisi del liquido cefalorachidiano è meno sensibile rispetto all'esame sierologico.
Le bande oligoclonali nel liquor, pilastro diagnostico della sclerosi multipla, sono rare nella MOGAD, sia negli adulti sia nei bambini. Se sono presenti, la sintesi intratecale di IgG è bassa nella maggior parte dei pazienti, spesso temporanea, e perlopiù limitata agli episodi acuti. I reperti del liquor sono significativamente più pronunciati nella mielite acuta rispetto alla neurite ottica acuta, che è spesso associata a risultati normali per l'analisi del liquor e dipende in larga misura dall'attività della malattia (maggiore durante gli episodi acuti), dalla gravità dell'episodio acuto e dall'estensione della lesione spinale. Il numero di globuli bianchi nel liquor può risultare maggiore nella MOGAD che nella SM, specialmente nel caso di mielite acuta, ma numeri normali non possono escludere la malattia. Il liquor contiene spesso granulociti neutrofili e i livelli di L-lattato nel liquor possono essere elevati, il che imita la meningite batterica in alcuni casi. La cosiddetta "reazione MRZ" (risposta immunitaria antivirale policlonale intratecale), che è presente in circa il 63% dei pazienti affetti da SM, è assente nella MOGAD.
I criteri diagnostici proposti richiedono sieropositività per gli anticorpi anti-MOG rilevati tramite CBA, una presentazione clinico-radiologica consistente con una sindrome demielinizzante acquisita (i PEV possono sostituire la prova radiologica solo in pazienti con neurite ottica acuta) e l'esclusione di diagnosi alternative; inoltre sono state definite alcuni cosiddette "red flags" (segnali d'allarme) le quali, se presenti, dovrebbero indurre il diagnosta a riconsiderare la propria diagnosi e ripetere il test per le MOG-IgG, idealmente con un esame metodologicamente diverso dal precedente.
Nei pazienti giovani, la RMN mostra tipicamente lesioni tipiche dell'EAD e della mielite trasversa longitudinalmente estesa (LETM), laddove lesioni da neurite ottica e da mielite trasversa corta sono osservate più comunemente nei pazienti più anziani. Tuttavia, sono stati documentati rari casi di MOGAD sintomatica RMN-negativa.

## Clinica
Sono stati documentati due tipi di decorso clinico:
- monofasico (circa 50%);
- recidivante.

## Trattamento
La terapia acuta consiste in corticosteroidi ad alto dosaggio, immunoglobuline endovenose o plasmaferesi, e nei casi ricorrenti potrebbe rendersi necessaria l'immunosoppressione a lungo termine. I pazienti anti-MOG-positivi non dovrebbero essere tratti con l'interferone, poiché questo potrebbe peggiorare il decorso della malattia analogamente al caso delle NMOSD. La neurite ottica associata alla MOGAD reagisce bene ai corticosteroidi.
Vi sono inoltre resoconti aneddotici che scoraggiano l'impiego del fingolimod o dell'alemtuzumab.

## Prognosi
Il 50-80% dei pazienti sviluppa una disabilità residua, e il miglior predittore dell'esito a lungo termine della malattia è la mielite trasversa all'inizio della stessa. Vi sono indizi che l'esito sulla vista della MOGAD con neurite ottica è migliore nei pazienti trattati con corticosteroidi rispetto a quelli senza trattamento.

## Ricerca
Modelli animali nell'encefalomielite autoimmune sperimentale (EAE) hanno evidenziato che "modelli di EAE MOG-specifica (per diversi ceppi animali) mostrano o imitano la sclerosi multipla umana", ma la patologia della EAE è più vicina a quella della NMO e EAD rispetto alla demielinizzazione confluente osservata nella SM.

## Storia
I primi referti che descrivono un possibile coinvolgimento di anticorpi anti-MOG nella sclerosi multipla e altre condizioni demielinizzanti sono comparsi nella letteratura verso la fine degli anni 1980, ma le prove a sostegno del loro ruolo nella malattia demielinizzante erano in ogni caso deboli e incoerenti. La possibilità dell'esistenza di un sottotipo "anti-MOG" di SM venne presa in considerazione attorno al 2000.
Il punto di svolta si verificò nel 2011, quando Mader et al. svilupparono un CBA impiegando cellule HEK 293, il che fece aumentare il tasso di rilevazione di questi anticorpi nel siero.
Rapporti sulla prevalenza di anti-MOG in una selezione di casi di SM iniziarono a comparire a partire dal 2016.